# 日本蟾蜍
日本蟾蜍（Bufo japonicus）是蟾蜍屬的一種生物，原產於日本淡水水域，日本人會使用它製作蛤蟆油。

## 特征
首尾長17.5 cm（7英寸），雌性稍大，腳趾的蹼不明顯，身體呈灰褐色、黃褐色或深褐色，繁殖季節體色稍淡。